# Boss (Six Flags St. Louis)
Boss in Six Flags St. Louis (Eureka, Missouri, USA) ist eine Holzachterbahn des Herstellers Custom Coasters International, die am 29. April 2000 eröffnet wurde.
Sie besitzt vier große Abfahrten von 30,5 m sowie ursprünglich eine 570°-Helix, welche allerdings zur 2018er Saison entfernt wurde. Sie wird wegen ihres Terrain-Twister-Style besonders gemocht und ihren vielen Auf- und Abfahrten mit dem Gelände unter ihr.

## Züge
Boss besitzt drei Züge des Herstellers Gerstlauer Amusement Rides mit jeweils sechs Wagen. In jedem Wagen können vier Personen (zwei Reihen à zwei Personen) Platz nehmen.